# Dunaszentmiklós
Dunaszentmiklós é um município da Hungria, situado no condado de Komárom-Esztergom. Tem 7,76 km² de área e sua população em 2015 foi estimada em 498 habitantes.